# Betriebsüberschuss
Unter Betriebsüberschuss versteht man in den Volkswirtschaftlichen Gesamtrechnungen bei Unternehmen mit eigener Rechtspersönlichkeit die Differenz zwischen Bruttoproduktionswert und der Summe aus Vorleistungen und Arbeitnehmerentgelt. Nach Abzug der Abschreibungen vom Bruttobetriebsüberschuss ergibt sich der Nettobetriebsüberschuss. 
Im Rahmen der Inlandsproduktsberechnung bildet der „Betriebsüberschuss/Selbständigeneinkommen“ zusammen mit den Nettoproduktionsabgaben und dem Arbeitnehmerentgelt das Nettoinlandsprodukt.
Des Weiteren definiert Eurostat den Bruttobetriebsüberschuss im Rahmen der „strukturellen Unternehmensstatistik“ als Wertschöpfung abzüglich Personalkosten. Der Bruttobetriebsüberschuss ist der durch die betriebliche Geschäftstätigkeit geschaffene Überschuss nach erfolgter Vergütung der eingesetzten Menge des Produktionsfaktors Arbeit. 
Nach Statistisches Bundesamt ist im Betriebsüberschuss ein kalkulatorischer Unternehmerlohn sowie das Entgelt für das eingesetzte eigene und fremde Sach- und Geldkapital der jeweiligen Wirtschaftseinheit eingeschlossen. 

## Einzelnachweis
1. ↑  Statistisches Bundesamt 15. Januar 2014: Inlandsproduktsberechnung - Nationaleinkommen, Verfügbares Einkommen und Finanzierungssaldo